# Station Châteaudun
Station Châteaudun is een spoorwegstation in de Franse gemeente Châteaudun.
Het station werd geopend in 1865.